# Playa de San Juan
Playa de San Juan is een plaats aan de westkust van het Canarische eiland Tenerife (Spanje).
Vanuit deze plaats heeft men een fraai uitzicht over de Atlantische Oceaan naar het buureiland La Gomera. De plaats heeft een kleine haven met een stenen strand en een promenade met enkele bars en restaurants.